# Kick Smit
Johannes Chrishostomos Smit (Bloemendaal, 1911. november 3. – Haarlem, 1974. július 1.), holland válogatott labdarúgó, edző.
A holland válogatott tagjaként részt vett az 1934-es és az 1938-as világbajnokságon.